# 大雄寺 (台東区)

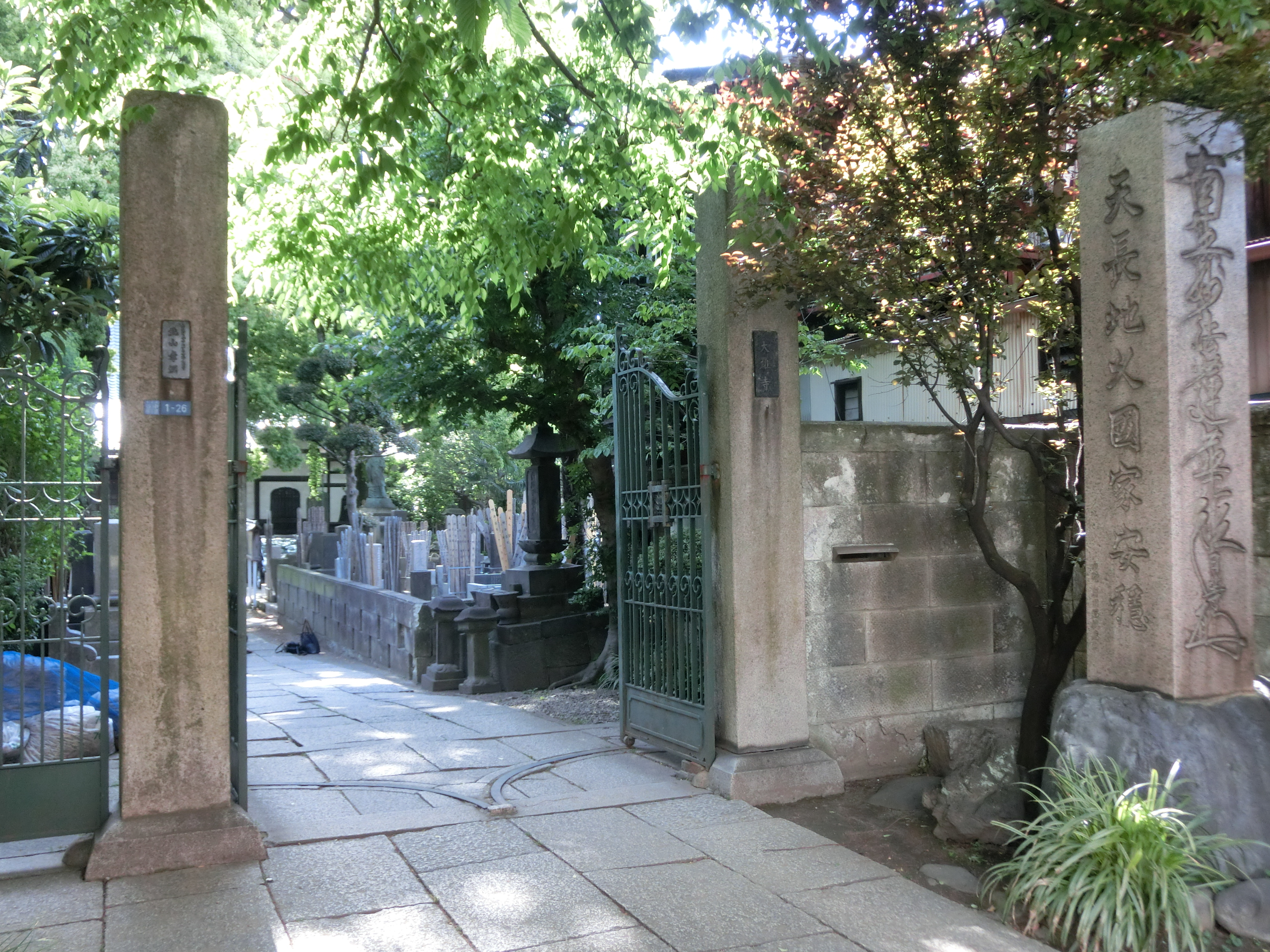
大雄寺

大雄寺（だいおうじ）は、東京都台東区谷中にある日蓮宗の寺院。山号は長昌山。旧本山は玉澤妙法華寺、親師法縁。

## 概要
伊豆玉沢妙法華寺の江戸触頭寺をつとめた。境内には高橋泥舟（幕末の三舟の一人）と向井勝幸（彫金家）の墓所がある。また、クスノキが都市の美観風致を維持するための樹木の保存に関する法律の東京都知事指定樹で台東区みどりの条例の保護樹木である。

## 歴史
慶長9年（1604年）日達（元和8年（1622年）没）が開基となって神田土手下に創建された。万治元年（1658年）現在地に移転した。

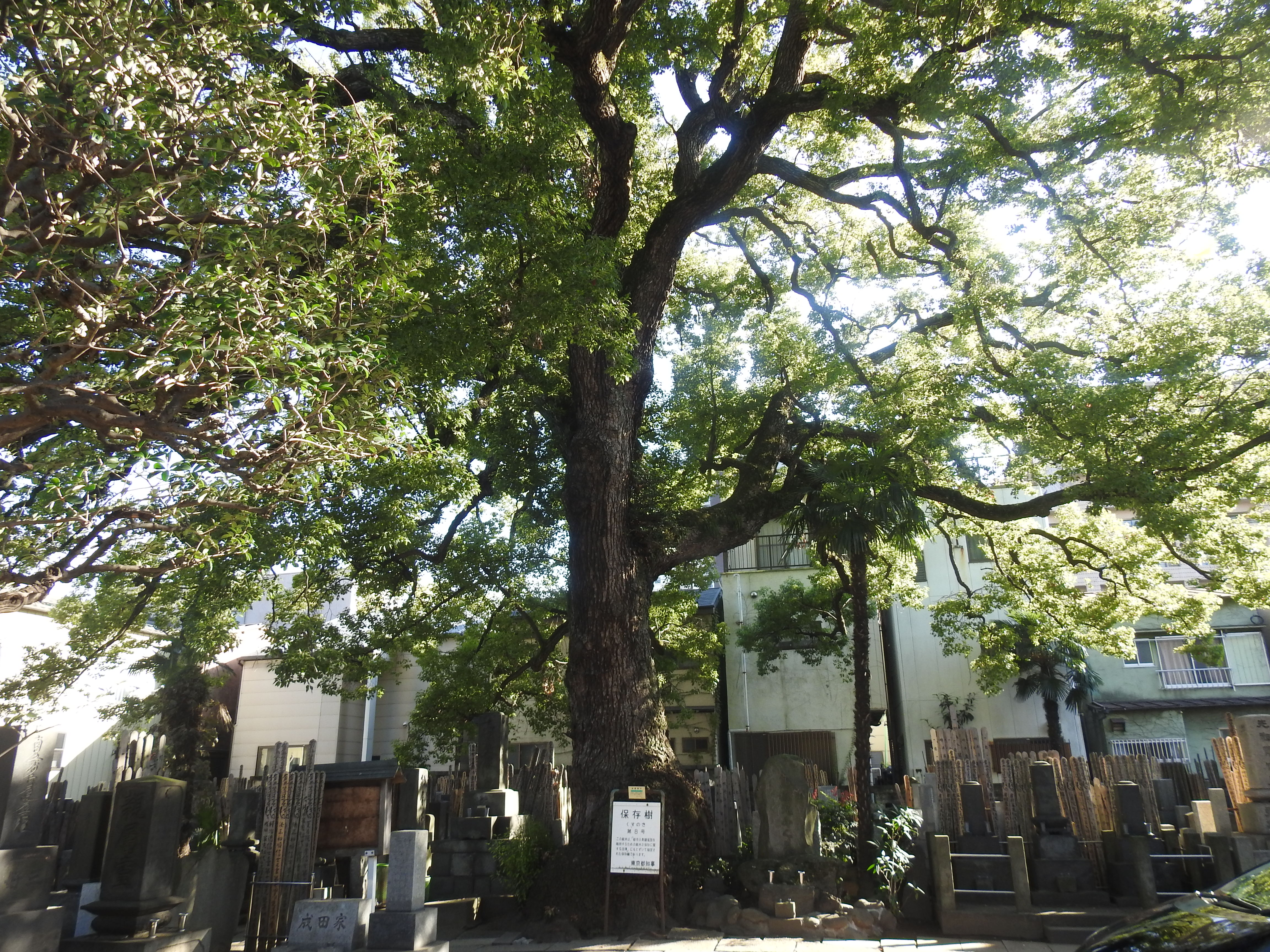
クスノキ（東京都保存樹第8号）

## 交通アクセス
- 千代田線根津駅より徒歩約8分（経路案内）。
- 日暮里駅より徒歩約10分（経路案内）。
- 千代田線千駄木駅より徒歩約11分（経路案内）。
- 鶯谷駅より徒歩約15分（経路案内）。

## 参考資料
- 日蓮宗寺院大鑑編集委員会『宗祖第七百遠忌記念出版 日蓮宗寺院大鑑』大本山池上本門寺 (1981年)

座標: 北緯35度43分17秒 東経139度46分12.7秒 / 北緯35.72139度 東経139.770194度